# جورج هيل (لاعب كرة قدم)
جورج هيل (بالإنجليزية: George Hill)‏ (21 أكتوبر 1921 بدندي في المملكة المتحدة - 1 يناير 2002) هو مدرب كرة قدم ولاعب كرة قدم بريطاني (وحمل سابقاً جنسية المملكة المتحدة لبريطانيا العظمى وأيرلندا) في مركز جناح ‏. لعب مع نادي دندي ونادي إيست فيف.

## وصلات خارجية
- جورج هيل على موقع قاعدة بيانات كرة القدم.إي يو (الإنجليزية)